# SN 2007gl
SN 2007gl – supernowa typu Ib/c odkryta 3 sierpnia 2007 roku w galaktyce A031133-0044. W momencie odkrycia miała maksymalną jasność 18,80m.